# Шчара
Шчара (блр. Шчара; рус. Щара; пољ. Szczara) белоруска је река и лева притока реке Њемен (део басена Балтичког мора). 
Истиче из Калдичевског језера у подручју Белоруске греде на око 15 km северно од града Барановича и улива се у реку Њемен на око 55 km југоисточно од града Гродна. Агинским каналом је преко Виганавског језера повезана са реком Јасељдом и басеном реке Дњепар. 
Укупна дужина водотока је 325 km, а површина сливног подручја 9.990 km². Просечан проток воде у зони ушћа је око 31 m³/s. Под ледом је од краја децембра до половине марта. Углавном има снежни режим храњења, са максималним водостајем од краја фебруара до краја маја. 
Дуж средњег и доњег дела тока обимним мелиорационим радовима исушене су прибалне мочваре и спречене некада учестале поплаве. У средњем делу тока на Шчари се налази вештачко језеро Миничи. 
На обалама реке Шчаре налазе се градови Слоним и Љахавичи.
Име реке вероватно потиче од литванске речи šaras „узак“, или од угро-финског термина шар „пролаз“.